# Aleksandr Popov (nadador)
Aleksandr Vladímirovich Popóv (ruso: Алекса́ндр Влади́мирович Попо́в; Sverdlovsk, 16 de noviembre de 1971), también conocido como Alexander Popov, es un exnadador ruso que está considerado como uno de los mejores nadadores de la historia. Apodado como el Zar, Sasha o Big Dog mide 2 metros de altura y tiene un peso de 90 kilogramos.
El 23 de diciembre de 2004, se retiró de la natación después de ganar 9 medallas en los Juegos Olímpicos (4 de oro y 5 de plata), 13 medallas en el Campeonato Mundial de Natación (6 de oro, 4 de plata y 3 de bronce) y 26 medallas en el Campeonato Europeo de Natación (21 medallas de oro, 3 de plata y 2 de bronce).

## Biografía

### Inicios
Nacido en Nizhnyaya Tura, Óblast de Sverdlovsk, sus padres son Vladimir Aleksandrovich Popov (1943) y Valentina Pavlovna de Popov (1949), siendo Aleksandr su único hijo. Comenzó a nadar a los 8 años en la escuela deportiva de niños y jóvenes del complejo deportivo Fakel en Lesnoy. Al principio tenía miedo al agua pero su padre insistió en que tomase clases de natación en el centro deportivo. Comenzó como nadador de espalda pero se cambió a estilo libre (también llamado croll) cuando se unió al equipo de Gennadi Touretski en 1990 por iniciativa del entrenador del equipo nacional de la Unión Soviética, Glep Petrov. Desde entonces se fue al Instituto australiano de deportes de Canberra, Australia para entrenar con su preparador.

### Juegos Olímpicos Barcelona 1992
Su primera competición internacional fue en el Campeonato Europeo de Natación de 1991 celebrado en Atenas donde compitió con el equipo de la Unión Soviética y ganó tres medallas de oro, una en los 100 metros libres, la segunda en los relevos 4 x 100 metros libres y la tercera en los relevos 4 x 100 metros estilos. Al año siguiente, Popóv ganó los 50 y 100 metros estilo libre en los Juegos Olímpicos de Barcelona 1992 así como la plata en los relevos 4 x 100 libres y los 4 x 100 estilos, siendo superado en ambas ocasiones por el equipo de Estados Unidos.
En 1993 participó en el Campeonato Europeo de Natación de 1993 disputado en Sheffield y ganó cuatro medallas de oro, en los 50 y 100 metros libres, en los relevos 4 x 100 metros libres y en los 4 x 100 metros estilos. Al año siguiente, en Mónaco, mejoró el récord del mundo de los 100 metros libres (48.21) del estadounidense Matt Biondi (lo mantuvo hasta el año 2000) y disputó el Campeonato Mundial de Natación de 1994 en Roma, donde una vez más se adjudicó el oro en las modalidades de 50 y 100 metros libres, siendo plata en las modalidades de relevos (4 x 100 metros libres y 4 x 100 metros estilos) tras el equipo de Estados Unidos.
Al finalizar el año fue premiado por la revista Swimming World Magazine como el mejor nadador europeo del año. En 1995 volvió a ganar cuatro medallas de oro en el Campeonato Europeo de Natación de 1995 celebrado en Viena (50, 100, 4 x 100 libres y 4 x 100 metros estilos).

### Juegos Olímpicos Atlanta 1996
En los Juegos Olímpicos de Atlanta 1996 repitió el éxito cosechado cuatro años antes (ganar la medalla de oro en los 50 y 100 metros libres), consiguiendo así ser el primero en conseguirlo desde Johnny Weissmüller, que lo hizo en 1924 y 1928. Además de los dos oros obtuvo junto con el equipo de relevos ruso, dos medallas de plata, en los 4 x 100 metros libres y los 4 x 100 metros estilos, siendo Estados Unidos en ambas ocasiones el vencedor. Le concedieron la Medalla del honor de Rusia en 1996 por sus contribuciones al deporte. También fue nombrado atleta ruso del año y atleta del año para la European Sports Press Union en 1996. Un mes después de los Juegos Olímpicos de Atlanta, fue apuñalado en el abdomen con un cuchillo en Moscú durante una pelea con tres vendedores ambulantes. El cuchillo cortó una arteria y rozó uno de sus riñones, dañando la pleura. Tuvo que ser operado de urgencia y pasó tres meses de recuperación.
Sin embargo, se recuperó y se presentó al Campeonato Europeo de Natación de 1997 celebrado en Sevilla y defendió sus títulos en 50 y 100 metros estilo libre, así como los dos títulos en relevos con el equipo ruso. Al año siguiente volvió a participar en el Campeonato Mundial de Natación de 1998 disputado en Perth y obtuvo la medalla de oro en los 100 metros libres, la medalla de plata en los 50 metros libres, tras el estadounidense Bill Pilczuk (esta fue su primera derrota desde 1991) y la medalla de bronce en el relevo 4 x 100 metros libres tras el equipo de Estados Unidos y el de Australia. Tras este año, recibió el premio especial de la Federación Internacional de Natación que lo reconoció como el nadador más destacado de la década. En el Campeonato Europeo de Natación de 1999 del año siguiente cosechó los peores resultados de su carrera ya que no pudo obtener ningún oro, fue bronce en los 50 metros libres tras Pieter van den Hoogenband y Lorenzo Vismara, plata en los 100 metros libres tras van den Hoogenband, otra vez plata en el relevo 4 x 100 metros libres tras los Países Bajos y bronce en los relevos 4 x 100 metros estilos tras los Países Bajos y Alemania. Fue elegido miembro de pleno derecho en el Comité Olímpico Internacional en diciembre de 1999.

### Juegos Olímpicos Sídney 2000
El 3 de julio dio comienzo una nueva edición del Campeonato Europeo, que también se había celebrado el año anterior. Tras el pasado año que los resultados no le habían acompañado, la incógnita estaba en ver si sería capaz de ganar antes de los Juegos Olímpicos. En las clasificatorias rusas se clasificó brillantemente incluyendo un récord del mundo de 50 metros, con un tiempo de 21.64 segundos. Y en el europeo, una vez más se impuso en sus dos pruebas, los 50 y los 100 metros libres, por delante en ambas de Pieter van den Hoogenband. Además de esos dos oros obtuvo otros dos con el equipo ruso en los relevos 4 x 100 metros libres y estilos.
Durante los Juegos Olímpicos de Sídney 2000, quedó segundo en los 100 metros estilo libre y sexto en 50 metros estilo libre, rompiéndose así el sueño de ganar en tres Juegos Olímpicos consecutivos la medalla de oro en 50 y 100 metros. En el relevo 4 x 100 estilo libre fueron descalificados. Al año siguiente no participó en el Mundial de 2001 en Fukuoka, durante ese año publicó su autobiografía Nager dans le vrai, escrita en francés. En abril, en el Campeonato Europeo de Natación en Piscina Corta de 2002 celebrado en Moscú fue bronce en los 50 metros libres y en el relevo 4 x 100 metros libres. Ese mismo año, en julio, disputó también el Campeonato Europeo de Natación de 2002 donde fue plata en los 100 metros libres tras van den Hoogenband y medalla de oro en los relevos 4 x 100 metros estilos.
Durante 2003 volvió a las piscinas disputando el Campeonato Mundial de Natación de 2003 disputado en Barcelona y ganó los 50 (batió el récord de los campeonatos) y los 100 metros estilo libre además de ser plata en los relevos 4 x 100 metros estilos (tras Estados Unidos) y otra vez oro (el 6.º en su carrera en los mundiales) en el 4 x 100 metros libres. Tras esta exitosa campaña volvió a ser premiado por segunda ocasión por la revista Swimming World Magazine como el mejor nadador europeo del año.

### Juegos Olímpicos Atenas 2004

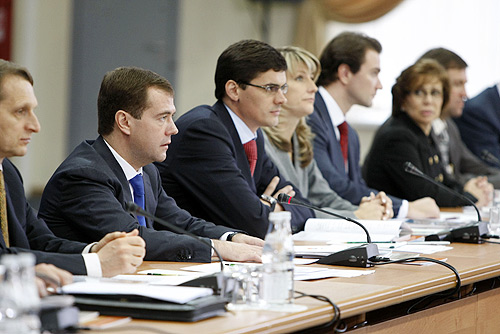
Popov en el Kremlin el 14 de octubre de 2008.

Su último Campeonato Europeo fue en 2004 en Madrid, allí consiguió la medalla de oro en la prueba de los 50 metros libres, consiguiendo así la 21.ª medalla de oro en dichos campeonatos. Sin embargo, en los Juegos Olímpicos de Atenas 2004 no entró en las finales de 50 y 100 metros estilo libre. El 23 de diciembre de 2004, el diario francés L'Équipe anunció que Popov se retiraba de la natación.
En junio de 2003, confirmó que permanentemente abandonaba Australia, a principios de 2004 para vivir en Solothurn, Suiza, debido a una oferta de trabajo que tuvo una vez retirado de la natación. Tiene un Título de Grado y es maestro como entrenador deportivo por la Academia rusa. Actualmente está casado con una exnadadora olímpica rusa, Daria Shmeleva, con la cual tiene dos hijos, Vladimir que nació el 1 de octubre de 1997 y Anton, que nació el 12 de octubre de 2000. Es también un portavoz de Omega.
Mantuvo el récord mundial de los 50 metros estilo libre con 21.64 segundos durante casi 10 años, hasta que fue roto por 0.08 segundos en 2008 por el australiano Eamon Sullivan. Apareció en la ceremonia de clausura de los Juegos Olímpicos de Pekín 2008 y ha sido elegido como parte del comité de evaluación para los Juegos Olímpicos de 2016.

## Palmarés

### Juegos Olímpicos
- Juegos Olímpicos de Barcelona 1992 en Barcelona (España) :
  -  Medalla de oro en los 50 metros libres.
  -  Medalla de oro en los 100 metros libres.
  -  Medalla de plata en los 4 x 100 metros libres.
  -  Medalla de plata en los 4 x 100 metros estilos.

- Juegos Olímpicos de Atlanta 1996 en Atlanta (Estados Unidos) :
  -  Medalla de oro en los 50 metros libres.
  -  Medalla de oro en los 100 metros libres.
  -  Medalla de plata en los 4 x 100 metros libres.
  -  Medalla de plata en los 4 x 100 metros estilos.

- Juegos Olímpicos de Sídney 2000 en Sídney (Australia) :
  -  Medalla de plata en los 100 metros libres.

### Campeonatos del mundo
- Campeonato Mundial de Natación de 1994 en Roma (Italia) :
  -  Medalla de oro en los 50 metros libres.
  -  Medalla de oro en los 100 metros libres.
  -  Medalla de plata en los 4 x 100 metros libres.
  -  Medalla de plata en los 4 x 100 metros estilos.

- Campeonato Mundial de Natación de 1998 en Perth (Australia) :
  -  Medalla de oro en los 100 metros libres.
  -  Medalla de plata en los 50 metros libres.
  -  Medalla de bronce en los 4 x 100 metros libres.

- Campeonato Mundial de Natación de 2003 en Barcelona (España) :
  -  Medalla de oro en los 50 metros libres.
  -  Medalla de oro en los 100 metros libres.
  -  Medalla de oro en los 4 x 100 metros libres.
  -  Medalla de plata en los 4 x 100 metros estilos.

- Campeonato Mundial de Natación de 2002 en piscina corta en Moscú (Rusia) :
  -  Medalla de bronce en los 50 metros libres.
  -  Medalla de bronce en los 4 x 100 metros libres.

### Campeonatos de Europa
| - Campeonato Europeo de Natación de 1991 en Atenas (Grecia) : - Medalla de oro en los 100 metros libres. - Medalla de oro en los 4 x 100 metros libres. - Medalla de oro en los 4 x 100 metros estilos. - Campeonato Europeo de Natación de 1993 en Sheffield (Inglaterra) : - Medalla de oro en los 50 metros libres. - Medalla de oro en los 100 metros libres. - Medalla de oro en los 4 x 100 metros libres. - Medalla de oro en los 4 x 100 metros estilos. - Campeonato Europeo de Natación de 1995 en Viena (Austria) : - Medalla de oro en los 50 metros libres. - Medalla de oro en los 100 metros libres. - Medalla de oro en los 4 x 100 metros libres. - Medalla de oro en los 4 x 100 metros estilos. - Campeonato Europeo de Natación de 1997 en Sevilla (España) : - Medalla de oro en los 50 metros libres. - Medalla de oro en los 100 metros libres. - Medalla de oro en los 4 x 100 metros libres. - Medalla de oro en los 4 x 100 metros estilos. | - Campeonato Europeo de Natación de 1999 en Estambul (Turquía) : - Medalla de plata en los 100 metros libres. - Medalla de plata en los 4 x 100 metros libres. - Medalla de bronce en los 50 metros libres. - Medalla de bronce en los 4 x 100 metros estilos. - Campeonato Europeo de Natación de 2000 en Helsinki (Finlandia) : - Medalla de oro en los 50 metros libres. - Medalla de oro en los 100 metros libres. - Medalla de oro en los 4 x 100 metros libres. - Medalla de oro en los 4 x 100 metros estilos. - Campeonato Europeo de Natación de 2002 en Berlín (Alemania) : - Medalla de oro en los 4 x 100 metros estilos. - Medalla de plata en los 100 metros libres. - Campeonato Europeo de Natación de 2004 en Madrid (España) : - Medalla de oro en los 50 metros libres. |

## Récords

### Récords del mundo de piscina larga
- 1 récord del mundo de 50 metros libres:
  - 21,64 (tiempo realizado el 16 de junio de 2000 en Moscú que fue batido el 17 de febrero de 2008 por Eamon Sullivan con 21.56).
- 1 récord del mundo de 100 metros libres:
  - 48,21 (tiempo realizado el 18 de junio de 1994 en Mónaco que fue batido el 16 de septiembre de 2000 por Michael Klim).

### Récords del mundo de piscina corta
- 1 récord del mundo de 50 metros libres:
  - 21,50 (tiempo realizado el 13 de marzo de 1994 en Roma que fue batido el 13 de diciembre de 1998 por Mark Foster).
- 4 récords del mundo de 100 metros libres:
  - 47,83 (tiempo realizado el 1 de enero de 1994 en Hong Kong).
  - 47,82 (tiempo realizado el 5 de enero de 1994 en Pekín).
  - 47,12 (tiempo realizado el 12 de marzo de 1994 en Desenzano del Garda).
  - 46,74 (tiempo realizado el 19 de marzo de 1994 en Gelsenkirchen que fue batido el 27 de marzo de 2004 por Ian Crocker).

### Récords de Europa en piscina larga
- 4 récords de Europa de 50 metros libres:
  - 22,31 (tiempo realizado el 30 de mayo de 1992 en Canet-en-Roussillon).
  - 22,21 (tiempo realizado el 30 de julio de 1992 en las series de los Juegos Olímpicos de Barcelona 1992).
  - 21,91 (tiempo realizado el 30 de julio de 1992 en la final de los Juegos Olímpicos de Barcelona 1992).
  - 21,64 (tiempo realizado el 16 de junio de 2000 en los campeonatos de Rusia en Moscú).
- 3 récords de Europa de 100 metros libres:
  - 49,02 (tiempo realizado el 28 de mayo de 1993 en las series del mare nostrum en Canet-en-Roussillon).
  - 48,93 (tiempo realizado el 28 de mayo de 1993 en la final del mare nostrum en Canet-en-Roussillon).
  - 48,21 (tiempo realizado el 18 de junio de 1994 en el mare nostrum en Mónaco).